# 교토국제중고등학교
교토국제중고등학교(京都国際中学校・高等学校)은 일본 교토부 교토시 히가시야마구에 위치한 재일 한국인들이 설립한 학교이다. 현재 중학교부터 고등학교까지의 과정이 있다.

## 연혁
- 1947년 : 교토조선중학으로 개교
- 1951년 : 동방학원으로 변경
- 1958년 : 교토한국중학으로 변경
- 2004년 : 현재의 교명으로 변경

## 교가
1절
동해바다 건너서 야마도(大和) 땅은
거룩한 우리 조상 옛적 꿈자리
아침 저녁 몸과 덕 닦는 우리의
정다운 보금자리 한국의 학원
2절
서해를 울리도다 자유의 종은
자주의 정신으로 손을 잡고서
자치의 깃발 밑에 모인 우리들
씩씩하고 명랑하다 우리의 학원
3절
해바라기 우리의 정신을 삼고
문명계의 새지식 탐구하면서
쉬지않고 험한길 가시밭 넘어
오는날 마련하다 쌓은 이 금당
4절
힘차게 일어나라 대한의 자손
새로운 희망길을 나아갈때에
불꽃같이 타는 맘 이국 땅에서
어두움을 밝히는 등불이 되자

## 우승
- 2024년 제106회 전국 고등학교 야구 선수권 대회 우승하였다.

## 수상
- 교토국제중고가 고(故) 최동원 투수의 투혼 정신을 가장 잘 실현한 단체에 주어지는 ‘제5회 불굴의 영웅상’ 수상자로 선정되었다.[1]

## 주요 동문
- 황목치승
- 신성현
- 현도훈
- 모리시타 류다이(일본어판)

## 같이 보기
- 서울일본인학교
- 부산일본인학교